# Opius nigeriensis
Opius nigeriensis är en stekelart som beskrevs av Fischer 1983. Opius nigeriensis ingår i släktet Opius och familjen bracksteklar. Inga underarter finns listade i Catalogue of Life.